# Pteropus ocularis
Pteropus ocularis es una especie de murciélago de la familia Pteropodidae.

## Distribución geográfica
Es endémico de las Molucas (Indonesia).